# Podskaličí
Podskaličí je přírodní památka severně od obce Křekov v okrese Zlín. Důvodem ochrany je lokalita šafránu bělokvětého.